# 谢苏
谢苏（法語：Cheissoux，法語發音：[ʃɛsu]）是法国新阿基坦大区上维埃纳省的一个市镇，属于利摩日区。

## 地理
谢苏（45°50'1"N, 1°38'54"E）面积10.21 平方千米，位于法国新阿基坦大区上维埃纳省，该省份为法国中西部省份，北起顺时针与安德尔省、克勒兹省、科雷兹省、多爾多涅省、夏朗德省和维埃纳省接壤。
与谢苏接壤的市镇（或旧市镇、城区）包括：欧里亚、圣莫雷伊、比雅勒夫、尚内特里、小圣于连。

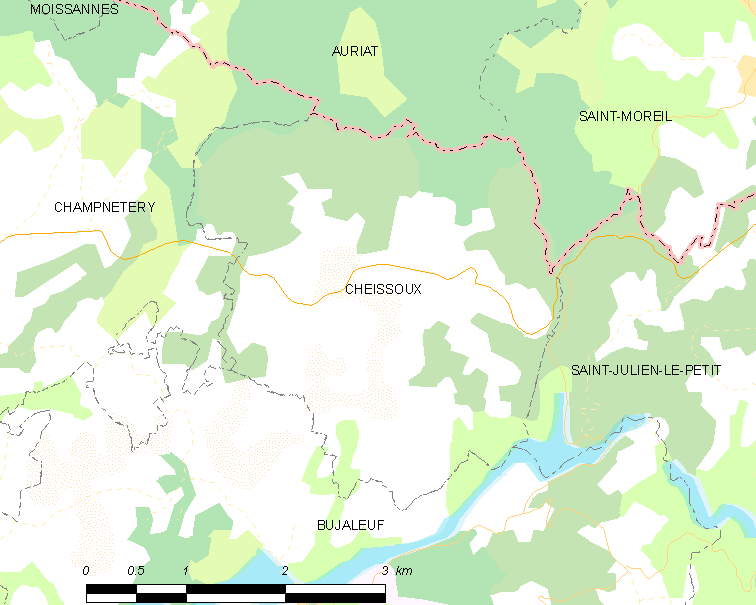
谢苏的OSM定位图

谢苏的时区为UTC+01:00、UTC+02:00（夏令时）。

## 行政
谢苏的邮政编码为87460，INSEE市镇编码为87043。

## 政治
谢苏所属的省级选区为埃穆捷县。

## 人口

1962-2008年间谢苏人口变化图示

谢苏于2022年1月1日时的人口数量为223人。